# الینسالی
الینسالی (به لاتین: Alıncalı) یک منطقهٔ مسکونی در جمهوری آذربایجان است که در شهرستان ساموخ واقع شده‌است.